# Балгімбаєв Нурлан Утепович
Нурлан Утепович Балгімбаєв (каз. Нұрлан Өтепұлы Балғымбаев; 20 листопада 1947 — 14 жовтня 2015) — казахстанський політик, прем'єр-міністр країни від жовтня 1997 до жовтня 1999 року.

## Життєпис
Освіту здобував у Казахському політехнічному інституті.
Від 1973 до 1986 року працював у нафтовій галузі. Від 1986 до 1992 року обіймав адміністративні посади в кількох головних управліннях Міністерства нафтової та газової промисловості СРСР. Від 1992 до 1993 року навчався в Массачусетському технологічному інституті, після закінчення якого проходив стажування в компанії «Chevron».
Від жовтня 1994 до березня 1997 року займав пост міністра нафтової та газової промисловості Республіки Казахстан. Після цього став президентом Національної нафтогазової компанії «Казахойл».
Від жовтня 1997 до жовтня 1999 року очолював уряд Казахстану.
Після виходу у відставку з посту прем'єр-міністра, до 2002 року, повернувся на посаду президента ЗАТ «Казахойл». Після утворення компанії «КазМунайГаз» шляхом злиття «Казахойлу» з «Транспортом нафти і газу» Балгімбаєв вирішив створити власну приватну нафтогазову компанію, що отримала назву АТ «Казахстанська нафтова інвестиційна компанія». У тій компанії він працював до грудня 2007 року. Одночасно, від листопада 1999 до квітня 2004 року Балгімбаєв був членом ради директорів Херсонського нафтопереробного комплексу.
6 грудня 2007 року отримав пост радника Президента Республіки Казахстан. 21 лютого 2008 року був призначений на посаду спеціального представника Республіки Казахстан з питань використання ресурсів Каспійського моря.
Від грудня 2009 року — генеральний директор організації з реалізації проектів з італійською нафтогазовою компанією «Eni».